# Darnell Harris (cestista 1992)
Darnell Antonio Harris (Milwaukee, 2 febbraio 1992) è un ex cestista statunitense.